# Harald Høffding
Harald Høffding (født 11. marts 1843 i København, død 2. juli 1931 i København) var en dansk filosof og teolog, professor i filosofi ved Københavns Universitet 1883- 1915 og dets rektor 1901-1902. Han var bror til Theodor og Victor Høffding.
Harald Høffding var meget virksom gennem hele sit liv. Særlig stor betydning havde han som lærer, først som docent, senere som professor, men endnu større betydning fik han gennem sit omfattende forfatterskab. Som højdepunkter i dette står doktorafhandlingen "Den antike Opfattelse af Menneskets Villie" fra 1870, "Philosophien i Tydskland efter Hegel" fra 1872, "Etik. En Fremstilling af de etiske Principper og deres Anvendelse på de vigtige Livsforhold" fra 1887, "Den nyere Filosofis Historie" I-II udgivet 1894-1895, "Religionsfilosofi" fra 1901 og "Den menneskelige Tanke, dens Former og Opgaver" fra 1910. Foruden disse udgav han monografier over Kierkegaard, Rousseau og Spinoza, psykologiske, etiske, filosofihistoriske og erkendelsesteoretiske studier, afhandlinger, artikler og anmeldelser samt holdt foredrag, hvilket udgjorde led i hans fortsatte fortolkning, som førte frem til hans endelige filosofiske standpunkter.
Hans filosofi omfattede 4 (eller 5) hovedproblemer: bevidsthedsproblemet, erkendelsesproblemet, tilværelsesproblemet og vurderingsproblemet (der var opdelt i et etisk og et religiøst aspekt).

## Opvækst og uddannelse
Harald Høffding var søn af grundlæggeren af firmaet N.F. Høffding. Under gunstige ydre forhold tilbragte han sine første 27 år i sine forældres københavnske borgerhjem. Han blev student i 1861 fra Metropolitanskolen. Hans filosofiske interesser var blevet vakt i skoletiden ved læsningen af Platons Symposion. I en senere afhandling om dette skrift karakteriserede han Sokrates således, som han der træder frem, som den, der blev forbilledet gennem årtusinder for enhver, der sætter sin personlighed ind i høj stræben og har sit liv i den stadige higen fra det endelige mod det uendelige og i bestræbelsen for at vække den samme stræben hos andre. Fra først af var han ledet af en religiøs trang, med iver tog han fat på teologien for at udvikle og klare den vågnende religiøse sans. Men som han senere i sin psykologi kom til at udvikle vedrørende al trang gælder det også her, at denne trang ikke var sig sit mål klart bevidst. Ved læsningen af Søren Kierkegaards skrifter blev det ham klart, at det var et stort selvbedrag, når kirken og "den moderne Kristendom" mente at have nået en harmoni mellem det indre personlighedsliv, der kræves i den oprindelige kristendom, og det ydre liv, som det føres i familie og stat, i kunst og videnskab. Men heller ikke Kierkegaard tilfredsstillede hans trang; som det før havde været de teologiske bøger med deres uklare sammensmelten, som han i utålmodighed havde kastet hen ad gulvet, blev det nu de kierkegaardske bøger, fordi han ikke kunne forlige deres livsfjerne indhold med hans egne erfaringer om rent menneskelige forholds værdi:
"Jeg kom i et levende Forhold til Livet uden for Lønkamret".
Hermed menes vist nok hans forlovelse, der fandt sted 1865, samme år, som han havde taget teologisk embedseksamen.
"Snart blev ogsaa Videnskaben for mig en Realitet, der krævede sin selvstændige Plads ved enhver alvorlig Opgørelse af Livets Regnskab. Studiet af den græske Tænkning var herved af stor Betydning; den lærte mig at indse Muligheden af og Værdien af en fri menneskelig Livsforstaaelse og Livsførelse".
Selv om Høffding således i flere henseender var kommet i modsætning til Kierkegaard, er der dog en særdeles stor del af det, som Kierkegaard havde åbnet hans øjne for, der var forblevet bestanddele af hans egen filosofi.

## Karriere
Efter, at han en kort tid havde stået Rasmus Nielsens dualistiske lære om forholdet mellem tro og viden nær, som det fremgår af skriftet Filosofi og Teologi fra 1866, fandt hans trang sin blivende arbejdsplads, da han kom til at stå på "den videnskabelige Realismes Grundlag". Ifølge denne opfattelse er alt i naturen at forklare ved naturen selv, der findes altså kun naturlige årsager, og da alt er i naturen, kendes intet "inden for" og "uden for". Den videnskabelige realisme er:
"foreløbig den eneste Maade, paa hvilken vor almindelige Verdensanskuelse kan komme i Harmoni med den Aand, i hvilken videnskabelige Enkeltundersøgelser ledes, fordi den selv ikke er andet end den moderne Videnskabs Aand".
Til udviklingen af Høffdings filosofi i den positivistiske retning bidrog et studieophold i Paris 1868-69, efter at Høffding 1868 havde vundet universitetets guldmedalje. Han kom til at høre med blandt dem i Danmark, der åbnede øjnene for åndsliv og filosofi uden for Tyskland. Navnlig kom Comte til at optage ham stærkt samt Stuart Mill, Spencer og Darwin, og han søgte tilbage til de ældre engelske filosoffer, særlig til Hume. 1870 blev han dr.phil. på en afhandling om Den antikke Opfattelse af Menneskets Villie. Samme år giftede han sig, sin hustru mistede han allerede 1877. Fra 1871 virkede han som privat docent, desuden fortsatte han den efter embedseksamen påbegyndte lærervirksomhed ved københavnske skoler. 1874 udkom "Den engelske Filosofi i vor Tid", der kan betragtes som hans gennembrudsarbejde, 1876 udkom "Om Grundlaget for den humane Etik". 1880 blev Høffding udnævnt til midlertidig docent, og 1883 udnævntes han, trods det, at han havde talt ved studentersamfundets første mødeaften, var provisoriefjendtlig og fritænkerisk, til Rasmus Nielsens efterfølger som professor i filosofi. Den stilling, han nu havde opnået, kan antages at have fyldestgjort den for ham karakteristiske trang til personlighedsudfoldning og indleven i arbejdet, der kommer til orde, ved at han fordrede, at hans arbejde, for at kunne tilfredsstille ham, måtte være af væsentlig betydning for hans personlighed.

## Filosofiske standpunkter

### Psykologiske spørgsmål
1882 var hans "Psykologi i Omrids paa Grundlag af Erfaring" udkommet (9. forkortede udgave udkom 1920). Det er en velafvejet fremstilling, der får sin fasthed ved at hvile på nøje gennemtænkte filosofiske grundanskuelser. Idet disse stadig bringes i forbindelse med de psykologiske spørgsmål, får bogen en videre horisont, end en rent faglig oversigt ville have, og bliver en indledning til filosofien. "Det er for saa vidt en »Psykologi uden Sjæl«, som den intet udsiger om Sjælelivets absolutte Væsen, eller om der i det hele gives et saadant absolut Væsen".

#### Bevidsthedens natur
Bevidsthedens grundbestemmelse er for Høffding spørgsmålet om en sammenfattende virken, syntesen. Ved denne kraft, der er viljens mest fundamentale form, holdes de mangfoldige bevidsthedselementer sammen og forenes til at være en og samme bevidstheds indhold. Som alt liv består under en stadig kamp med modsætninger, består sjælelivet under en stadig stræben efter at harmonisere de stridende elementer. Fra sanseanskuelsen til det højeste personlighedsliv forfølger Høffding denne sammenfattende virken. Man kan formode, at det er hans splittede og uudholdeligt oprevne sindstilstand under bruddet med teologien, samt hans trang til personligt at forene det ydre og det indre liv, der var kommet til at stå som modsætninger for ham, der har skærpet hans blik for den stadigt kæmpende sammenfattende virken. Desuden er der her en betydningsfuld overensstemmelse med Kant og med Kierkegaard; med sidstnævnte navnlig, hvor syntesen vurderes efter mængden af og modsætningen mellem de elementer, den formår at sammenfatte.
I nøje forbindelse med syntesen står for Høffding forholdsloven, der siger, at bevidsthedslivet ikke kan opløses i en række enkelte, indbyrdes uafhængige dannelser, idet hver bevidsthedsdannelse er bestemt ved sammenhængen og forholdet til andre. Sætningen medfører, at det for vor erkendelse er en uløselig opgave at omfatte absolutte genstande, der ikke står i forhold til noget fra dem forskelligt, så som verden som helhed eller Gud som absolut årsag.

#### Erkendelsens natur
Foruden gennem forholdsloven står også på anden måde Høffdings erkendelseslære i forbindelse med syntesebegrebet. "Erkendelsesproblemet opstår, når der spørges, hvorpå forståelsens gyldighed beror, og hvorvidt den strækker sig." Sandhed kan ikke være overensstemmelse mellem vor erkendelse og virkelighed, da vi ikke kender en af vor erkendelse uafhængig virkelighed. Sandheds- eller virkelighedskriterium bliver for Høffding den indbyrdes overensstemmelse mellem den størst mulige mængde af iagttagelser. Den sandhed, et menneske kan opnå, følger således af menneskets egen natur, af dets nødvendige stræben efter enhed og sammenhæng. Årsagsbegrebet er udtryk for bevidsthedens stræben efter en sammenhæng, i hvilken den stadig kan blive sig selv lig. Man nøjes nemlig ikke med at holde sig til den uundgåelige på hinanden følgen af to fænomener, men søger at opfatte dem som ensartede i deres væsen, så at det, vi kalder virkning, står som en kontinuerlig fortsættelse af det, vi kalder årsagen. Høffding betoner stærkt erkendelsesarbejdets uafsluttelige karakter. Fuld erfaringsbekræftelse på årsagssætningen kan ifølge Hume aldrig opnås. Emnernes uudtømmelighed gør virkelighedskriteriet til et ideal, der aldrig kan nås. Ethvert svar på et af erkendelsens spørgsmål indeholder selv nye spørgsmål:
"Tankens Ufuldendthed, Nødvendigheden af stedse fornyet Stræben efter Sandhed, har maaske sin Grund i, at der opstaar ny Elementer inden for Tilværelsen. I saa Fald vilde det ikke blot være os, der opdagede noget nyt, men det vilde være Tilværelsen selv, der fornyedes og maatte bringe sine ny Elementer i Samklang med de ældre. I hvert Tilfælde er der een Ting, som ikke er færdig, nemlig vor Tænkning, som jo dog ogsaa er et Element i Virkeligheden".

### Forholdet mellem det åndelige og det materielle
Høffdings opfattelse af forholdet mellem det åndelige og det materielle, som han giver navn af identitetshypotesen, og som er beslægtet med Spinozas, går ud på, at det drejer sig om to i erfaringen givne udtryk for et og samme væsen, således at det er det samme, der i den ydre verden træder frem som en bestemt hjerneproces, der i den indre verden træder frem som en bestemt bevidsthedsdannelse. Høffding antyder den mulighed som logisk uangribelig, at der ud over de to i erfaringen givne er flere sider ved tilværelsen, som ikke fremtræder for os, men som indeholder grunden til tvedelingen inden for erfaringen. I det hele antyder han, at uløseligheden af vore dybeste problemer kan have sin grund i, at kun brudstykker af tilværelsen er os tilgængelige. Det er muligt, at det åndelige står tilværelsens inderste væsen nærmere end det materielle. For Høffding er det åndelige og det materielle ikke selvstændige modsætninger, men hele tilværelsen udgør en enhed og delagtiggøres derved i den værdi, der tilkommer den åndelige verden.
I "Psykologiske Undersøgelser", trykt i Videnskabernes Selskabs Skrifter 1889 (af selskabet blev han medlem 1884) samt i "Zur Theorie des Wiedererkennens", trykt i "Wundt's Studien", Bd VIII, har Høffding behandlet genkendelsen og særlig fremdraget den umiddelbare genkendelse.

### Etik
1887 udkom "Etik. En Fremstilling af de etiske Principper og deres Anvendelser paa de vigtigste Livsforhold" (4. udgave 1913). I 1891 fulgte "Etiske Undersøgelser", hvor navnlig betonedes, at den etiske lovs fordringer ikke kan være ens for alle, men — for at være retfærdig — må individualiseres, således at enhver kommer til at yde i forhold til sine evner. Høffdings opfattelse er, at de etiske principper — grundlaget for alle domme om godt og ondt — har deres udspring i selve menneskets natur og vilkår, og er uafhængig af alle autoriteter. Høffding håbede, at der i hans fremstilling ikke fandtes noget forsøg på begrundelse, der ikke støtter sig til biologi, psykologi eller sociologi. Hensynet til den største og mest omfattende velfærd bliver for Høffding princippet for al etisk begrundelse. Høffding hævder, at selve velfærdsprincippet ikke kan begrundes rent logisk fornuftmæssigt, hvilket blandt andet fremgår af, at der er flere grundmålestokke, som er logisk lige uangribelige. Hvilken målestok, der kommer til anvendelse, afhænger af bestemte psykologisk-historiske forudsætninger, især gælder, at den, der skal anerkende og for alvor anvende velfærdsprincippet, ikke må være egoist eller individualist, fanatisk patriot eller sekterer, men må formå at følge de menneskelige handlinger med uinteresseret og universel sympati. Denne følelsesbeskaffenhed er for Høffding velfærdsprincippets subjektive forudsætning, uden hvilken det kun er intellektuel kuriositet, når man anvender princippet. Høffdings opfattelse munder således ud i en fordring om, at vurderingsprincippet skal være udtryk for personlighedens beskaffenhed, dette er fordringen om personlig sandhed, der i overensstemmelse med Søren Kierkegaard's tænken går som en rød tråd gennem hele Høffdings filosofi.
I samklang hermed bliver for Høffding velfærdsprincippet næsten identisk med den størst mulige hensyntagen til hver enkelt individ, et personligt væsen må ikke på noget punkt behandles som blot middel. Det enkelte individ skal hævde sig udad til og indad til, for at det — ved at få lejlighed til at udfolde sig så frit og alsidigt som muligt — kan komme til at stå som et selvstændigt og ejendommeligt led af slægten. Det har noget i sig, som ganske på samme vis ikke kommer igen hos noget andet individ. Når Høffding meget stærkt betoner det sociale synspunkt, drejer det sig her dels om hensynet til alle individer, idet samfundslivets højeste formål og bedste middel er den frie udfoldelse af de enkelte individers ejendommelige kræfter, dels drejer det sig om hensynet til det enkelte individ, idet det enkelte individ gennem deltagelse i slægtens liv og arbejde udvikler sit eget væsen. I en udførlig behandling af spørgsmålet om viljens frihed slutter Høffding sig til deterministerne. Hans egen lære får sin ejendommelige tone ved, at han fremhæver, at selve den etiske stræben er et tegn på, at verden ikke er færdig. Der er en del af verdensarbejdet, som kun mennesker kan gøre. En del af verdensudviklingen foregår gennem selve den menneskelige handlen. Hvilken vægt den har i forhold til andre årsager, kan kun erfaring lære, men den må ikke være nul, hvis en etik skal være mulig. Den udførlige og indholdsrige drøftelse af de vigtigste livsforhold i Høffdings etik har været til orientering for mange. Karakteristisk for Høffding er, at den væsentlige målestok for den materielle kulturs højde består i, i hvor høj grad den fører over til ideel kultur.

### Fejden med Brandes
I 1889—1890 førtes i "Tilskueren" en heftig fejde mellem Høffding og Georg Brandes i anledning af Brandes' artikel, i hvilken Nietzsche fremdroges for læseverdenen.
Alligevel var Høffding med til Brandes' begravelse.

### Søren Kierkegaard som Filosof
I 1892 udkom "Søren Kierkegaard som Filosof" (2. udgave 1919).

### Kant
I 1893 udkom "Kontinuiteten i Kant's filosofiske Udvikling" i Videnskabernes Selskabs Skrifter, hvorved Høffding kom til at indtage en fremragende stilling blandt Kant-forskere. 1920 udnævntes han til æresmedlem af Kant-selskabet.

### Den nyere Filosofis Historie
1894—95 udkom i herefter "Den nyere Filosofis Historie". Værket er med sin i forhold til emnet beundringsværdigt letforståelige fremstilling langt den bedste behandling af dette emne, der foreligger. Høffding lagde megen vægt på karakteristikken af filosoffernes personlighed, da denne har stor indflydelse på problemernes behandling, endvidere fremdrog han forbindelsen med tidsforholdene og den hele åndelige situation, men navnlig med naturvidenskaberne, idet den nyere filosofis afgørende problemer bestemmes ved selve det faktum, at den moderne naturvidenskab blev til. Det er ingenlunde en ren historisk interesse, dette værk skylder sin oprindelse. Det gælder i almindelighed for Høffding, at hans egne anskuelser kom frem og klargøres derved, at han søgte forstående at tage stilling til de anskuelser og benytte sig af de erfaringer, som er blevet fremdraget ikke alene af filosofiens, men i det hele af menneskehedens store mænd og store bevægelser på alle områder og fra alle tider. Den verden, han således gennem sin overmåde omfattende læsning stod i levende samkvem med, bidrog til det præg af stilfærdig åndsfornemhed, der karakteriserede ham.

### Rousseau
I 1896 udkom "Jean-Jacques Rousseau og hans Filosofi" (2. udgave 1912).

### Religionsfilosofi
1901 udkom Høffdings "Religionsfilosofi", hvor han benytter sig af sine erfaringer vundne ved at have levet i en modsat lejr, og søger at finde en dybere liggende sammenhæng bag den stærke modsætning.

#### Bestående værdier
For Høffding er religionsspørgsmålet et spørgsmål om bestående værdier til trods for, at religionens betydning kan siges at blive svækket ved udspaltning af videnskab og etik:
"I religionens klassiske tider står den som den ene, koncentrerede form, i hvilken alle åndslivets fornødenheder tilfredsstilles; religionen er som sådan ikke blot hjælp og trøst, men er poesi moral og videnskab, eller den formår i hvert tilfælde at optage disse områder i sig på en organisk måde. Efter at disse forskellige områder have emanciperet sig, og hvert for sig udvikler sig efter sine egne love, bliver der spørgsmål hvorvidt åndslivet - hvad værdi angår - har bevaret om, sin kontinuitet under denne overgang fra koncentration til differentiation", eller udtrykt anderledes: spørgsmålet er, om der efter, at de videnskabelige og etiske områder er blevet udskilte fra religionen, er gået umistelige værdier tabt, eller om der er opstået andre værdier, der modsvarer de religiøse. Arbejdsdelingen, der på den materielle kulturs område er årsagen til det sociale problem, er på det åndelige livs område årsagen til det religiøse problem. Det er langt fra, at Høffding nægter, at der er gåder, men han søger at vise, at over for de gåder, som den selvstændiggjorte videnskab ikke kan løse, kan de religiøse forestillinger i ingen henseende hjælpe til forståelse, tvært imod kommer gåderne igen i forstørret målestok inden for religionen. I sit inderste væsen har religionen ikke med forståelse, men med vurderingen af tilværelsen at gøre. Religiøs erfaring vedrører forholdet mellem værdi og virkelighed. Religiøs følelse fremkommer, når der er en stræben efter at hævde værdierne trods den for viljen uovervindelige modstand, som virkeligheden frembyder.
Høffding mener, at troen er en fastholdelse af overbevisningen om værdiens beståen, at der uanset tilværelsens omskiftelser bevares en mulighed for, at livsværdierne ikke forringes, selv om de optræder i vidt forskellige former beroende på de skiftende tiders behov. Inderst inde bag alle religiøse forestillinger er denne tro kernen, de er faktisk billedlige, symbolske udtryk for denne tro, hvor meget end den troende selv kan mene, at de udsiger objektive sandheder. De er tydninger af de oplevelser, der inden for trangen til at hævde værdiernes beståen fremkommer ved mødet mellem værdi og virkelighed. Høffding mener, at berettigelsen af troen på værdiens beståen vel ikke kan godtgøres videnskabeligt, men at en sådan tro er forenelig med den videnskabelige forskning.
Et vigtigt problem for troen på værdiens beståen, der også uafhængig heraf er meget betydningsfuldt, vedrører, om der er mulighed for nye former for harmonisk koncentration svarende til dem, religionen i sin klassiske tid har frembudt, således at de værdier bevares, der ellers ville forsvinde med de hidtidige religiøse former. Høffding mener, at vi foreløbig lever i kritikkens og analysens tid, men at de åndelige livsvilkår dog muliggør en fremskridende udvikling af et religiøst standpunkt uden myte, dogme og kultus, en frugt af personlig erfaring, der skaffer sig udtryk i en livspoesi, som former sig forskelligt efter den enkeltes ejendommelighed; udviklingen vil fremskyndes, når eftervirkningen af den dogmatiske snæverhed og den kritiske blaserthed er forsvundne.

#### Humor
Mens Høffding ikke mente, at videnskabens overtagelse af religionens tidligere rolle som den, der forklarer tilværelsens gåder, og han heller ikke mente, at etikkens adskillelse fra religionen udgjorde noget tab, fandt han, at der var et område, som ikke lod sig ækvivalere inden for andre former for åndeligt liv, nemlig "livspoesi", hvilken han igen fandt nært beslægtet med den livsanskuelse, som Kierkegaard kaldte "humor". Han skrev herom:
"Den livsanskuelse eller livsfølelse, der således opstår, fastholder forvisningen om en stor sammenhæng i tilværelsen, hvad værdier såvel som andre emner og elementer angår, og kan derfor vende sig spøgende mod livets tilskikkelser, fordi de står magtesløse overfor det højeste og det bedste, såvel som mod alle forsøg på at udsige det uudsigelige."
"...Hvad de gamle religioner angår, vil deres blivende værdi, fra et standpunkt som det antydede, væsentligt bestå i den store poesi, gennem hvilken de har formået at udtrykke livets modsætninger, dets højdepunkter og dets dybder."
Denne livsstemning eller totalfølelse har Høffding senere nærmere undersøgt i "Den store Humor" (1916).

#### Personlighedsprincippet
Høffding hævder energisk personlighedsprincippet. Man kan ikke have religion på anden hånd. Enhver må være sin egen præst. Religionen må udspringe på ny af det inderste i hver enkelt personlighed. I "Religionsfilosofi" fremdrages en række ulige religiøse typer, dette har blandt andet til formål at tjene som indlæg for personlighedsprincippet og mod al dogmatisme ved at gøre det til et stort spørgsmål, om ulige personligheder kan have »samme« religion.
Hævdelsen af sætningen om værdiens beståen har en etisk tendens. For det første fordi den kræver en stadig stræben efter at frembringe værdier i virkelighedens verden (for det "hinsidige" har Høffding ingen interesse), for det andet fordi de oplevelser, hvori sætningen gennem et centralt opgør med alle livets sider og retninger får magt over sindet, står for Høffding som i høj grad værdifulde ved deres rige, koncentrerede liv. Endvidere kræver sætningen en stadig stræben efter at fremdrage og opdage de værdier, der findes. Dette sidste står i nøje forbindelse med den side ved Høffdings væsen, der medfører, at al kritik, der kun er kritik, hån, spot og kynisme, er ham imod, idet han søger at leve sit liv i et ganske umiddelbart forhold til en omfattende værdiernes verden.

## Filosofiske oversigtsværker
Blandt hans skrifter fra de følgende år kan nævnes: universitetsfestskriftet "Filosofiske Problemer" (1902), "Moderne Filosofer" (1904), "Mindre Arbejder", II Rk. (1905), "Danske Filosofer" (1909), "Religion og Videnskab" (1910). Ligeledes i 1910 kom Høffdings erkendelseslære: "Den menneskelige Tanke, dens Former og Opgaver", hvori Høffding gør rede for "de Forudsætninger, der for mig er de første, og de Slutninger, der for mig er de sidste". Bogen behandler tankens psykologi, historie, former eller kategorier, samt dens problemer vedrørende selve erkendelsen, verdensanskuelsen og vurderingen. Den livsstemning, der ligger bag, er "et Standpunkt, paa hvilket der gennem Livets Blanding af Tragedie og Komedie, af Sejr og Nederlag er vunden en Grundstemning, som paa en Gang har Karakteren af Alvor — formedelst det Store, der er oplevet, og den Smerte, det ofte har kostet, — og af Ironi overfor ethvert Forsøg paa i Billeder eller i Begreber at ville udtrykke, hvad der i sin Fylde og ved sine Modsætninger sprænger enhver Form, man forsøger at slaa fast. Den Livsanskuelse eller Livsfølelse, der saaledes opstaar, fastholder Forvisningen om en stor Enhed i Tilværelsen, hvad Værdier o. a. Emner og Elementer angaar, og kan derfor vende sig spøgende mod Livets Tilskikkelser, fordi de er magtesløse over for hin Forvisning, lige saa vel som mod Forsøgene paa at udsige det uudsigelige. Spøgen faar dog Vemodets Karakter, fordi der stadig føles en Modsigelse ved, at det Store saa ofte er knyttet til det Ringe, og ved, at det ikke kan lykkes at faa sagt et afsluttende Ord om Livets Kerne og Livets Kaar. Bag Ironien og Vemodet ligger en stor Resignation".
På svensk kom 1911 "Personlighetsprincipen i Filosofin", svarende til en række forelæsninger holdt ved universitetet i Helsingfors. I det hele har Høffding ved gæsteforelæsninger ved fremmede universiteter og på anden måde personlig stærkt taget del i det internationale åndsliv. Ved en række universiteter er han æresdoktor. 1913 udkom "Mindre Arbejder", III Rk., 1914 "Henri Bergsons Filosofi". Samme år tildeltes der Høffding æresboligen på Carlsberg. 1915 tog han sin afsked som professor.
I høj grad var det lykkedes ham ved forelæsningernes indhold, ved sin rene og velvillige personlighed, ved sin interesse for de unge, at gøre "rusforelæsningerne" til en betydningsfuld og påskønnet indledning til studierne. Til brug ved "rusforelæsningerne" har Høffding udgivet en lille "Formel Logik" samt en "Kort Oversigt over den nyere Filosofis Historie", på tysk findes en noget udførligere fremstilling: "Lehrbuch der Geschichte der neueren Philosophie" (1907).
I Videnskabernes Selskabs Skrifter udkom 1917 "Totalitet som Kategori" og 1918 "Spinoza's Ethica. Analyse og Karakteristik", hvori resultaterne fremlægges af de i ungdomsårene påbegyndte og ofte genoptagne studier af denne af Høffding så højt beundrede filosof, Samme år udkom "Oplevelse og Tydning. Religionsfilosofiske Studier", 1920 udkom "Ledende Tanker i det nittende Aarhundrede", der karakteriseres som gennemførelsens og erfaringsbekræftelsens Tid. Samme år kom i Videnskabernes Selskabs Meddelelser »Bemærkninger om den platoniske Dialog Parmenides«. Som et enkelt eksempel på, hvorledes Høffding har forstået at omsætte sin filosofi i praksis, kan anføres, at han 1915 blev formand for "Den danske Komité for Bogsamlinger til Krigsfanger", der senere blev en afdeling inden for »Røde Kors«, hvis formand han blev 1917. Hans deltagelse i store offentlige sager har ved hans uinteresserede retsindighed ofte haft særlig vægt.

## Forholdet mellem filosofi og videnskab
Når man har betonet, at det for Høffding er af væsentlig betydning at være i overensstemmelse med videnskabelig forskens metoder og med videnskabens resultater, kan blandt motiverne til hans filosofi en slags selvbekræftelse af hans egen personlighed nævnes, og idet han var sig en sådan personlig faktor bevidst og reflekterede over den, førte selvbekræftelsen til en almindelig hævdelse af den personlige faktors nødvendighed, berettigelse og værdi. Da hans personlige erfaringer var et væsentlig grundlag for hans filosofi, og da hans egne overbevisninger var vundne gennem tvivl og kamp, førte selvbekræftelsen til, at filosofiske og religiøse anskuelser for at have værdi bør bero på personlige erfaringer og bør være vundne gennem den urolige tvivls skærsild. I modsætning hertil står uselvstændig overtagelse af andres meninger (autoritetstro) og fastlagte anskuelser, der fordres antagne (dogmatisme). Mod sådant og alt, hvad der støtter eller repræsenterer sligt, førte Høffding i en rolig form en stærkt følt kamp.

## Vedvarende udfordringer
Den stadigt levende sandhedsstræben hørte for Høffding til de højeste åndelige værdier. Man forstår deraf, at det for Høffding ikke var mistrøstigt, hvor han fandt muligheder, der stod mod hinanden, eller fandt uløste og uløselige problemer, der stadig må tages op; thi netop det uafsluttelige her er en nødvendig betingelse for del, der for Høffding hørte til de højeste værdier. Således som han følte sig selv som en vordende, er det interessant at se, hvorledes han over for hele tilværelsen fremhævede sådanne forhold, at han i overensstemmelse med Sibbern kunne opfatte den som i stadig vorden.
Høffdings kritiske sans afholdt ham fra at indtage "absolutte standpunkter" eller forfægte "absolutte sandheder". Han udvikledes sin filosofi efter Lessings ord om, at stræben efter sandhed er bedre end besiddelse af den.

## Betydning
Høffding fik jorden over en læsekreds; hans værker er oversatte til en mængde sprog, hans »Psykologi« fx findes udgivet på mindst 10 sprog og er blevet optrykt gentagne gange. Denne store anseelse skyldes blandt andet en vis jævn sund sans for hvilke antagelser, det er rimeligt at holde sig til, og hans brede humane livssyn og dybe sympati med alle, der — optagne af de højeste problemer — føler uro og tvivl.
Hans begreb om "totalitet" spillede en vigtig rolle for udviklingen af retsbegreber hos den unge Alf Ross.
Høffding dannede imidlertid aldrig nogen filosofisk skole og sluttede sig aldrig til nogen anden filosofisk skole. Han opstillede aldrig noget filosofisk system uanset, at der var systematisk sammenhæng i hans tanker omfattende psykologi, etik, erkendelsesteori, filosofihistorie, religionsfilosofi og livsfilosofi. Han bevarede en "tro på livsværdiernes beståen og erfaringens uudtømmelighed".

## Gravsted
Høffding er begravet på Vestre Kirkegård.

## Hæder
Høffding blev Ridder af Dannebrogordenen 1894, Dannebrogsmand 1901, Kommandør af 2. grad 1913 og Kommandør af 1. grad samme år og modtog Storkorset 1919.

## Udvalgt forfatterskab
- Den engelske Filosofi i vor Tid (1874)
- Etik (1876)
- Psykologiske Undersøgelser (1889)
- Charles Darwin (1889)
- Psychologi i Omrids paa Grundlag af Erfaring (1882)
- Kontinuiteten i Kants filosofiske Udviklingsgang (1893)
- Den nyere Filosofis Historie, en Fremstilling af Filosofiens Historie fra Renaissancens Slutning til vore Dage (1894–1895, 2 dele)
- Det psykologiske Grundlag for logiske Domme (1899)
- Mindre Arbejder (1899)
- Rousseau und seine Philosophie (1901)
- Religionsfilosofi (1901)
- Filosofiske Problemer« (1902),
- Moderne Filosofer (1904),
- Mindre Arbejder, II Rk. (1905),
- Lehrbuch der Geschichte der neueren Philosophie (1907),
- Danske Filosofer (1909),
- Religion og Videnskab (1910),
- Den menneskelige Tanke, dens Former og dens Opgave (1910),
- Personlighetsprincipen i Filosofin (1911),
- Mindre Arbejder«, III Rk. (1913),
- Henri Bergson's Filosofi (1914),
- Totalitet som Kategori (1917),
- Spinoza's Ethica. Analyse og Karakteristik (1918),
- Ledende Tanker i det nittende Aarhundrede (1920),
- Den store Humor (1923),
- Erindringer (1928)
- Ferdinand Tönnies – Harald Höffding. Briefwechsel (toim. Cornelius Bickel/Rolf Fechner, Berliini 1989)

### På internettet
- Harald Høffding: "Demokratisk Radikalisme. En Indsigelse" (Tilskueren 1889)
- Harald Høffding: Outlines of psychology (1891) (Webside ikke længere tilgængelig) (engelsk)
- "Søren Kierkegaard. En Karakteristik" (Ord och Bild 1902, s. 449-460)
- Harald Høffding: A brief history of modern philosophy (1919) (engelsk)
- Harald Høffding: Modern philosophers; lectures delivered at the University of Copenhagen during the autumn of 1902, and lectures on Bergson, delivered in 1913 (1920) (engelsk)